# Le Monde (Paris, 1860)
Pour les articles homonymes, voir Monde.
Le Monde est un quotidien français fondé en 1860 et disparu en 1896. Créé à Paris par Eugène Taconet, le propriétaire de L'Univers, qui avait été supprimé par décret le 29 janvier 1860. Eugène Taconet racheta La Voix de la vérité pour en faire Le Monde dont le premier numéro fut publié le 18 février 1860.
Du 5 avril au 6 juin 1871, le titre fut édité à Versailles.
À partir de 1867, L'Univers fut autorisé à reparaître et absorba Le Monde en juillet 1896. Le quotidien disparut le 27 juillet 1896. Le titre a été repris en 1944 par le quotidien Le Monde, pour remplacer le Temps.